# Ilinden Peak
Ilinden Peak är en bergstopp i Antarktis. Den ligger i Sydshetlandsöarna. Argentina, Chile och Storbritannien gör anspråk på området. Toppen på Ilinden Peak är 620 meter över havet.
Terrängen runt Ilinden Peak är huvudsakligen kuperad, men åt sydväst är den platt. Havet är nära Ilinden Peak åt sydväst. Trakten är glest befolkad. Närmaste befolkade plats är Maldonado Station, 9,9 kilometer norr om Ilinden Peak. 